# Masdevallia scandens
Masdevallia scandens är en orkidéart som beskrevs av Robert Allen Rolfe. Masdevallia scandens ingår i släktet Masdevallia och familjen orkidéer.
Artens utbredningsområde är Bolivia. Inga underarter finns listade i Catalogue of Life.